# Furcatartessus waiwerensis
Furcatartessus waiwerensis är en insektsart som beskrevs av Evans 1981. Furcatartessus waiwerensis ingår i släktet Furcatartessus och familjen dvärgstritar. Inga underarter finns listade i Catalogue of Life.